# ДГ-100

ДГ-100 (DG Flugzeugbau DG-100) је високоспособна једрилице, конструисана од композитних материјала. Конструктор је Вилхелм Диркс (Wilhelm Dirks) који ју је развио из једрилице Д-38 (D-38), коју је конструисао као члан Академске конструкторске групе Дармштад (Akaflieg Darmstadt) Немачка. Једрилица има Шемп-Хирт аеродинамичке кочнице, Т реп, и водени баласт.
Опције укњучују верзију у Клуб класи са фиксним стајним трапом и без баласта и максималном тежином 385 kg / 849 lb.
Из ДГ-100 је развијена једрилица ДГ-101. Измене су у поклопцу кабине који има предње шарке, аутоматском тримеру и пилотском кабином отпорнијом на удесе.
Произведено је преко 200 једрилица. Део једрилица је произведен у Елану (Словенија). 